# Gaetano Pugnani
Gaetano Pugnani (Torino, 27 novembre 1731 – Torino, 15 luglio 1798) è stato un violinista e compositore italiano.

Fu uno dei principali compositori attivi in Piemonte nel corso del Settecento: allievo di Giovanni Battista Somis, divenne primo violino di corte, e fu ritenuto uno dei principali violinisti d'Europa. Fu maestro di un notevole numero di musicisti, ed in particolar modo di Giovanni Battista Viotti.

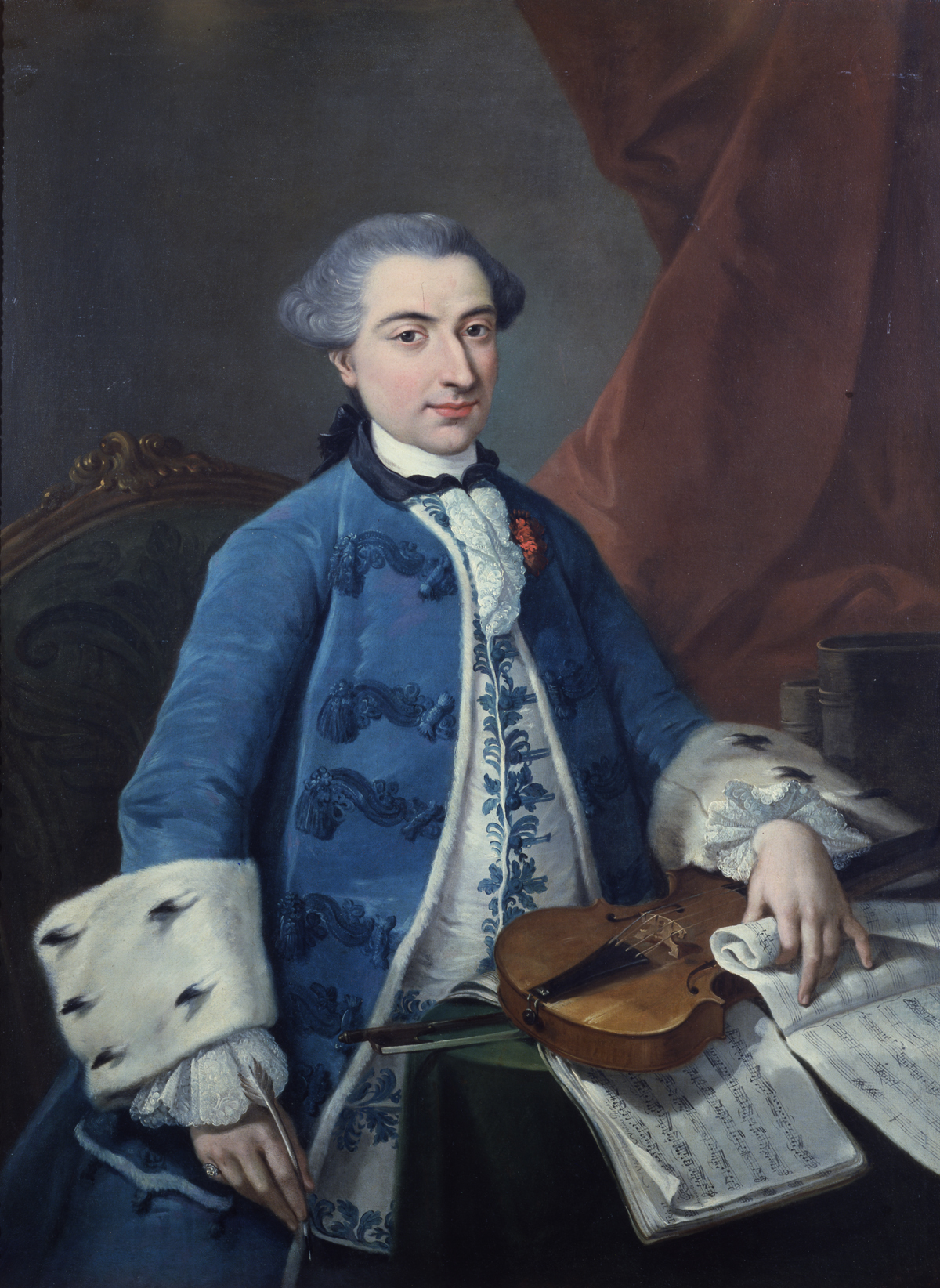
Ritratto di Gaetano Pugnani, 1754 ca.

## Vita

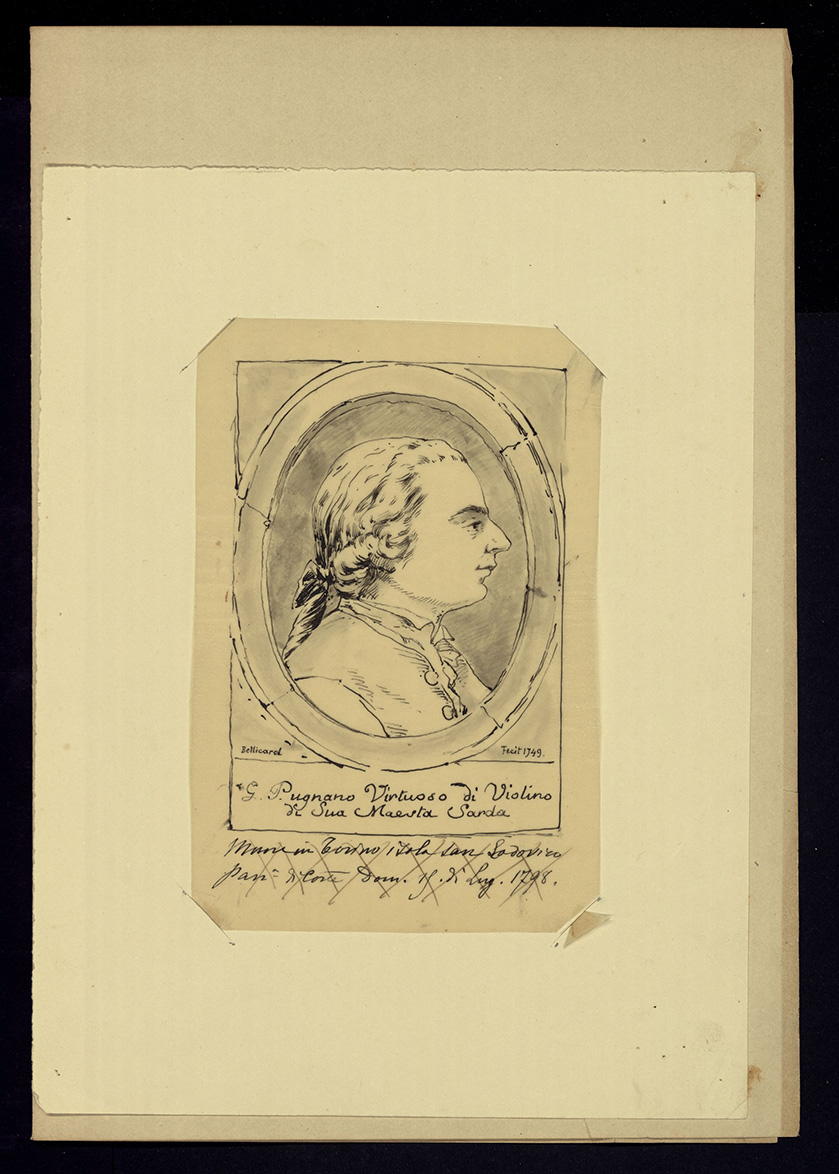
Ritratto di Gaetano Pugnani, compositore (1731-1798), 1749. Archivio Storico Ricordi

Gaetano Pugnani nacque a Torino, città dove trascorse gran parte della propria vita, nel 1731, figlio di Giovanni Battista Pugnani, segretario nell'ufficio della Regia Liquidazione di Torino; i Pugnani erano originari di Cumiana, comune nel quale possedevano una cascina e dove il musicista ritornava talvolta. 
Iniziò a studiare musica sotto la guida di Giovanni Battista Somis e di Pasquale Bini: a dieci anni già suonava nell'orchestra del 
Teatro Regio di Torino. Diventato membro della corte reale, venne inviato a Roma per studio; al suo ritorno divenne nel 1752 primo violino della Cappella Reale. Alcune sue tournée all'estero (Parigi 1754, Londra 1769) gli garantirono una certa fama di virtuoso del suo strumento.
Molto successo riscosse con i Concerti Spirituali e con alcune sue opere, quali Nanetta e Lubino, Adone e Venere e Demetrio a Rodi. La fama che egli ottenne come compositore, tuttavia, non eguagliò mai quella che si conquistò quale virtuoso.

Compiuti i viaggi in Europa, Pugnani venne richiamato in patria dal Re di Sardegna nel 1770: ivi venne nominato direttore della Cappella Reale. La nomina successiva, in contemporanea con l'oboista Alessandro Besozzi, fu quella di primo virtuoso di corte. Incominciò anche ad insegnare, divenendo maestro di un gran numero di musicisti; tra i suoi allievi figurano Antonio Bartolomeo Bruni, Luigi Borghi, Felice Alessandro Radicati, Giovanni Battista Polledro e, in particolare, Giovanni Battista Viotti.
Massone, fece parte della Loggia "Saint-Jean de la Mystérieuse" di Torino
.
 Si spense a Torino nel 1798. I suoi funerali furono modesti, come da sua richiesta, e la sua salma fu trasferita al Cimitero di San Pietro in Vincoli.
Il Comune di Torino gli ha intitolato una via nel quartiere Barriera di Milano.

## Composizioni e stile
Pugnani è uno dei più significativi rappresentanti del periodo classico in Italia a metà del secolo. La sua musica da camera si colloca tra la produzione di Boccherini e quella di Sammartini, e nella musica sinfonica attinge allo stile italiano ricco di teatralità, mediato dalle scuole viennese e tedesca.
Le opere da lui scritte furono quasi tutte rappresentate a Torino, e in tre casi (Apollo e Issea, Aurora e Demetrio a Rodi) vennero scritte e messe in scena in occasione dei matrimoni reali della corte sabauda. Pugnani scrisse anche un discreto numero di composizioni cameristiche, che tuttavia sono oggi poco eseguite, anche se è in corso una riscoperta della sua produzione. Egli scrisse inoltre una certa quantità di musica d'occasione, ed in particolar modo di marce militari, dal momento che nel 1786 il re Vittorio Amedeo III di Savoia conferì al compositore il titolo di direttore della musica militare dell'esercito piemontese. 
A lui furono inoltre in un primo tempo attribuiti, dall'autore stesso, alcuni lavori di Fritz Kreisler, che poi ne rivelò la vera origine nel 1935. Al giorno d'oggi, ci si riferisce di solito a tali brani come "nello stile di Gaetano Pugnani" (es. il celebre "Preludio e allegro nello stile di Gaetano Pugnani").

## Opere
- Concerti Spirituali per violino
- Nanetta e Lubino (1769 al His Majesty's Theatre di Londra)
- Apollo e Issea, per il libretto di Vittorio Amedeo Cigna-Santi (1771 al Teatro Regio di Torino)
- Aurora (1775 al Teatro Regio di Torino con Lucrezia Agujari
- Adone e Venere (1784 al Teatro San Carlo di Napoli)
- Achille in Sciro, libretto di Pietro Metastasio, revisione di Vittorio Amedeo Cigna-Santi (1785 al Teatro Regio di Torino con Luigi Marchesi)
- Demofoonte, libretto di Pietro Metastasio (1787 al Teatro Regio di Torino con Marchesi)
- Demetrio a Rodi (1789 al Teatro Regio di Torino con Gertrud Elisabeth Mara e Giovanni Ansani)
- Werther (melologo basato sull'omonima opera di J.W.Goethe)

## Musica da camera
- 6 quartetti per archi
- 18 sonate per violino e basso continuo
- 6 quintetti per 2 flauti (oboes), 2 corni ad lib, 2 violini, basso continuo
- 6 trii per cembalo, violino e violoncello
- 6 sonate per 2 violini

## Discografia
A partire dagli anni '90 del ventesimo secolo l'opera di Pugnani ha iniziato ad esser riscoperta anche in campo discografico. Ciò grazie soprattutto all'attività dell'Academia Montis Regalis e dell'Ensemble Astrée (attivo dal 1991 e dal 2005 orchestra da camera della stessa Academia).
- La scuola piemontese nel XVIII secolo, Symphonia, 1992 (Enrico Gatti, vl.; Antonio Mosca, vlc.; Giorgio Tabacco, cembalo) Contiene:  Sonata per violino e basso continuo op. 6 n. 1
- Gaetano Pugnani, Pièces a Plusieurs Parties,  Ensemble L'Astrée,  Symphonia, 1993. Contiene:  Ouverture n. 1 in re maggiore; Ouverture n. 3 in sib maggiore; Quintetto op. 1 n. 2 in fa maggiore; Quintetto n. 2 in do maggiore; Quartetto n. 3 in la maggiore;
- Gaetano Pugnani, Ouvertures in Eight Parts, Opus 111, 1996, Academia Montis Regalis, direttore Luigi Mangiocavallo
- Gaetano Pugnani, Werther, Opus 111, 1998 (2 CD), Academia Montis Regalis, direttore Luigi Mangiocavallo
- Gaetano Pugnani, Sonate, duetti e tii  (Liana Mosca, vl.; Svetlana Fomina vl.; Quartetto Werther),  Stradivarius, 1999. Contiene: sonate per violino e basso continuo op. 3 n. 1;  trii per due violini e basso continuo op. 3 nn. 4 e 6; sonate per due violini op 4. n.6; duetto per due violini n. 4.
- Musiques a la cour de Savoie, Orchestre des Pays de Savoie, dir. R. Goebel, viol.  Guy Comentale, Calliope, 2000. Contiene: Sinfonia in sol maggiore
- Gaetano Pugnani, Sonate e trii,  Ensemble L'Astrée, Stradivarius, 2005, Contiene: trii per due violini e basso continuo op. 1 nn. 1 e 6 (1754);  sonate per due violini e basso continuo op 4., nn.1 e 3 (1770ca.); sonate per violino e basso continuo op. 5, nn. 2 e 3 (1776 ca.),  )